# Cercola
Cercola (pronuncia Cèrcola, /ˈtʃɛrkola/), noto fino al 1877 come Massa di Somma, è un comune italiano di 16 746 abitanti della città metropolitana di Napoli in Campania.

## Geografia fisica
Il comune di Cercola è formato dagli agglomerati urbani di Caravita e Cercola, e fino al 1988 anche da quello di Massa di Somma. Alle falde del Vesuvio, Cercola è il comune alle porte del Parco Nazionale del Vesuvio ed è integrata alla periferia della città di Napoli con il quartiere Ponticelli.

## Storia
Dal Dizionario geografico ragionato del Regno di Napoli (1797-I Giustiniani): Villa distante da Napoli miglia 4 incirca, abitata da circa … individui, situata in luogo piano. Il territorio è molto arenoso, e i suoi vini sono mediocri. I frutti vi riescono saporosi. Vi si veggono delle belle casine, fattesi fabbricare da signori Napoletani, ove vanno a diporto nell'autunno, e nella primavera.
Durante il periodo borbonico con la costruzione del palazzo reale di Portici e di numerose ville poste lungo il miglio d'oro, nel territorio cercolese comparvero masserie e residenze di apprezzata bellezza, dove i signorotti e nobili napoletani trascorrevano le loro vacanze. Tutto ciò rese l'area di Cercola un importante centro di commercio agricolo.
Notizie sull'urbanizzazione vera e propria di Cercola si hanno solo nel XIX secolo quando nel 1872, a causa di un'eruzione del Vesuvio, la lava vulcanica distrusse il municipio di Massa di Somma e la sede fu trasferita alla frazione Cercula, chiamata così per una famosa taverna posta all'ombra di una quercia secolare. Per le molte difficoltà riguardanti il ripristino della sede precedente e per le pressioni del sindaco Domenico Riccardi (Nato a Pollena Trocchia, località Caravita, il 5 marzo 1821 e morto a Cercola il 10 maggio 1899) e il senatore Enrico Pessina per svariati anni la sede non fu traslocata.
Con un decreto reale del 1º luglio 1877, il comune di Massa di Somma venne autorizzato ad assumere la denominazione di Cercola. La cittadina di Massa di Somma da capoluogo comunale diventò frazione di Cercola e solo nel 1988, dopo un referendum, divenne di nuovo comune autonomo. Precedentemente al trasferimento del capoluogo comunale il sindaco Domenico Riccardi già aveva aggregato al territorio comunale di Massa di Somma la frazione Ponte della Cercola del comune di San Sebastiano al Vesuvio e la frazione Caravita del Comune di Pollena - Trocchia. Non andò in porto, invece, il tentativo di staccare dal comune di Ponticelli la frazione denominata Petrone. Una buona parte della genesi di Cercola, prima del 1877, è racchiusa nel territorio e nella documentazione del comune di Massa di Somma, mentre per la parte restante nei comuni di San Sebastiano al Vesuvio e Pollena - Trocchia.   
La cittadina venne gravemente danneggiata nel 1980 dal terremoto dell'Irpinia.

## Monumenti e luoghi d'interesse
Di importante interesse locale, sono le chiese, le masserie, i palazzi signorili e il palazzo municipale fatto erigere dal primo sindaco di Cercola, Domenico Riccardi. A oggi buona parte di questi monumenti sono stati ristrutturati.

### Architetture religiose
- Chiesa della Vergine Maria Immacolata (XIX secolo)
- Chiesa di Santa Maria del Carmine ai Catini (1641)
- Chiesa di Santa Maria Immacolata e di Sant'Antonio da Padova (XVII secolo, ex cappella dei principi Filangieri)
- Cappella gentilizia ai Giordano di Sant'Anna (XVIII secolo)
- Cappella gentilizia De Campora intitolata a Santa Maria delle Grazie (XVII secolo)
- Cappella gentilizia della famiglia Riccardi (XIX secolo)

### Architetture civili
- Palazzo Comunale
- Villa Buonanno
- Villa De Campora, già dei duchi Piscicelli
- Villa Miletto
- Masseria Campana
- Villa Rota
- Villa Villari
- Palazzo Pironti

## Società

### Evoluzione demografica
Abitanti censiti

## Infrastrutture e trasporti
Il comune è servito dall'omonima stazione, sulla linea Napoli-Ottaviano-Sarno, della ferrovia Circumvesuviana, e dall'omonima uscita della strada statale 162 dir.

## Amministrazione
Sino al regime fascista Caravita e l'attuale comune confinante di Massa di Somma erano frazioni del comune di Cercola. Durante il Ventennio il centro abitato di Cercola assunse le funzioni di capoluogo e il comune mutò la sua denominazione in quella attuale. Successivamente Massa di Somma fu costituita in comune autonomo.
Di seguito è presentata una tabella relativa alle amministrazioni che si sono succedute in questo comune.
| Periodo           | Periodo           | Primo cittadino    | Partito                              | Carica              | Note  |
| ----------------- | ----------------- | ------------------ | ------------------------------------ | ------------------- | ----- |
| 14 marzo 1989     | 7 luglio 1989     | Mario Di Tuoro     | Democrazia Cristiana                 | Sindaco             | [ 7 ] |
| 7 luglio 1989     | 7 marzo 1992      | Mario Di Tuoro     | Democrazia Cristiana                 | Sindaco             | [ 7 ] |
| 27 aprile 1992    | 31 ottobre 1992   | Luigi Di Dato      | Partito Socialista Italiano          | Sindaco             | [ 7 ] |
| 19 dicembre 1992  | 13 settembre 1993 | Mario Montella     | Democrazia Cristiana                 | Sindaco             | [ 7 ] |
| 20 novembre 1993  | 28 giugno 1994    | Ferdinando Amoruso |                                      | Comm. pref.         | [ 7 ] |
| 2 luglio 1994     | 25 maggio 1998    | Ciro Maglione      |                                      | Sindaco             | [ 7 ] |
| 25 maggio 1998    | 12 settembre 2001 | Luigi Di Dato      | Socialisti Democratici Italiani      | Sindaco             | [ 7 ] |
| 13 settembre 2001 | 25 settembre 2001 | Ennio Blasco       |                                      | Comm. pref.         | [ 7 ] |
| 25 settembre 2001 | 11 giugno 2002    | Antonio Cilento    |                                      | Comm. straordinario | [ 7 ] |
| 11 giugno 2002    | 12 giugno 2007    | Giuseppe Gallo     | Democrazia è Libertà - La Margherita | Sindaco             | [ 7 ] |
| 12 giugno 2007    | 22 ottobre 2007   | Pasquale Tammaro   | Progetto Cercola                     | Sindaco             | [ 7 ] |
| 22 ottobre 2007   | 13 aprile 2008    | Mario Fasano       |                                      | Comm. straordinario | [ 7 ] |
| 29 aprile 2008    | 24 ottobre 2012   | Pasquale Tammaro   | Progetto Cercola                     | Sindaco             | [ 7 ] |
| 24 ottobre 2012   | 4 luglio 2013     | Antonio Scozzese   |                                      | Comm. straordinario | [ 7 ] |
| 25 giugno 2013    | 16 maggio 2022    | Vincenzo Fiengo    | Partito Democratico                  | Sindaco             | [ 7 ] |
| 17 maggio 2022    | 29 maggio 2023    | Gabriella D’Orso   | -                                    | Comm. straordinario | [ 7 ] |
| 29 maggio 2023    | in carica         | Biagio Rossi       | Movimento 5 Stelle                   | Sindaco             | [ 7 ] |

## Sport

### Pallavolo
La locale squadra di pallavolo femminile, IPC, milita nel Campionato Regionale Campano di Serie C dal 2007. In soli tre anni di attività quest'associazione ha raggiunto la massima serie regionale.

### Pallacanestro
La pallacanestro a Cercola ha molto seguito. AP Cercola e GS Amatori Basket Cercola "Andrea Fusco", sono le due associazioni che consentono di mantenere viva la tradizione di questo sport a Cercola, nato con la Libertas Cercola prima e Basket Club Cercola poi.
Le radici della pallacanestro a Cercola si possono trovare nel campo comunale scoperto, denominato Spianto, che si trova alle spalle della piazza Libertà. Lo Spianto dopo anni di abbandono è stato restaurato e veniva regolarmente utilizzato da un gruppo di giovani come sede di manifestazioni sportive e incontri amatoriali di questo sport. Tuttavia, ad oggi, il suddetto “Spianto” è chiuso, per disposizioni amministrative- comunali sconosciute. La comunità Cercolese, si è mossa più volte con delle raccolte firme per riaprirlo. Tuttora i vari tentativi sono stati vani e lo Spianto resta chiuso.

### Football americano
La squadra di football americano dei Briganti Napoli ha disputato le partite casalinghe allo Stadio G. Piccolo di Caravita fino al 2010. 

### Calcio
Il Cercola partecipa al campionato di seconda categoria e disputa le partite casalinghe allo stadio Giuseppe Piccolo.